# Кебрал, Ричард
Ричард Кебрал (англ. Richard Cabral) — американский актёр, писатель и музыкант. Номинирован на премию «Эмми» за роль в сериале «Американское преступление».

## Ранние годы
Ричард родился и вырос в восточном Лос-Анджелесе, во втором поколении мексиканцев, иммигрировавших в США. Принимал активное участие в банде с раннего возраста. Он заявил в интервью с Entertainment Tonight, что его семья была связана с бандами с 1970-х годов. В 13 лет был заключен в тюрьму за кражу кошелька. До 15 лет был зависим от крэк-кокаина. Окончил среднюю школу, но после этого в очередной раз начались проблемы с законом. Он был приговорён к тюремному заключению за нападение с применением огнестрельного оружия. В возрасте 25 лет был освобождён.

## Карьера
Пытаясь изменить свою жизнь, его друзья посоветовали ему программу «Homeboy Industries». В 2009 году Ричард появился в сериале «Саутленд». В 2010 году он появился в клипе Бруно Марса «Grenade». В 2015 году Ричард снялся в сериале Американское преступление. За свое участие в роли Гектора Тонза он был номинирован на прайм-тайм премию Эмми «Лучшая мужская роль второго плана в мини-сериале или фильме».
В 2016 году Ричард Кабрал вместе с Робертом Иганом написали моноспектакль «Борьба тени» об опыте, как бывшего члена банды, который провёл часть своей жизни в тюрьме.

## Фильмография
| Год       |     | Русское название                      | Оригинальное название                | Роль                                                |
| --------- | --- | ------------------------------------- | ------------------------------------ | --------------------------------------------------- |
| 2009—2011 | с   | Саутленд                              | Southland                            | разные персонажи                                    |
| 2011      | ф   | Лучшая жизнь                          | A Better Life                        | Марсело Вальдес                                     |
| 2011      | с   | Следствие по телу                     | Body of Proof                        | Хорхе                                               |
| 2012      | с   | Удача                                 | Luck                                 | продавец                                            |
| 2012      | ф   | Патруль                               | End of Watch                         | Демон                                               |
| 2013      | с   | —                                     | JustKiddingFilms                     | н/д                                                 |
| 2013      | ф   | Кросстаун                             | Crosstown                            | Шарки                                               |
| 2013      | ф   | Стукач                                | Snitch                               | Флеко                                               |
| 2013      | кор | —                                     | Flashback                            | Карлос                                              |
| 2013      | с   | Пожарные Чикаго                       | Chicago Fire                         | заключённый Риос                                    |
| 2013      | ф   | Советник                              | The Counselor                        | молодой байкер                                      |
| 2014      | ф   | Паранормальное явление: Метка Дьявола | Paranormal Activity: The Marked Ones | Артуро Лопес                                        |
| 2014      | с   | Босх                                  | Bosch                                | Джимми Уриб                                         |
| 2014      | ф   | Блондинка в эфире                     | Walk of Shame                        | член банды                                          |
| 2014      | с   | Кей и Пил                             | Key & Peele                          | Эдуардо                                             |
| 2014      | ф   | —                                     | Kill Kapone                          | Сик                                                 |
| 2015      | кор | —                                     | Secret Love                          | н/д                                                 |
| 2015—2017 | с   | Американское преступление             | American Crime                       | Эктор Тонс / Айзек Кастильо / Себастиан Де Ла Торре |
| 2016      | кор | —                                     | In Varrio We Trust                   | н/д                                                 |
| 2016      | ф   | Кровный отец                          | Blood Father                         | Джокер                                              |
| 2016—2017 | с   | Смертельное оружие                    | Lethal Weapon                        | Алехандро Крус                                      |
| 2017      | ф   | Последний контракт Хали               | Khali the Killer                     | Хали                                                |
| 2018      | ф   | Вторжение                             | Breaking In                          | Данкан                                              |
| 2018      | тф  | —                                     | Mayans M.C. Season 1: First Look     | Джонни «Коко» Круз                                  |
| 2018      | ф   | Багровая мята                         | Peppermint                           | Салазар                                             |
| 2018      | ф   | Все создания земные                   | All Creatures Here Below             | Хьюго                                               |
| 2018      | с   | —                                     | Jesus and Moi                        | Уайли Койот                                         |
| 2018—2022 | с   | Майянцы                               | Mayans MC                            | Джонни «Коко» Круз                                  |
| 2019      | ф   | —                                     | Duke                                 | Чуи                                                 |
| 2019      | ф   | —                                     | Windows on the World                 | Доминго                                             |
| 2019      | с   | Навстречу тьме                        | Into the Dark                        | Санто                                               |
| 2019      | с   | —                                     | Throwbacks                           | Рич                                                 |

## Дискография
Ричард также записывает треки в жанре хип-хоп под псевдонимом Baby Jokes. На данный момент у него 4 альбома.
| Год  | Альбом                                    | Звукозаписывающая группа     |
| ---- | ----------------------------------------- | ---------------------------- |
| 2010 | Gutter Tales (ft. Jasper Loco & Syphon 4) | Wrecking Spot Music Group    |
| 2010 | East Side Classics (ft. Jasper Loco)      | Urban Kings Music Group      |
| 2011 | Life On The Streets                       | Urban Kings Music Group      |
| 2012 | Wanted                                    | Без звукозаписывающей группы |

## Награды и номинации
| Награда | Год  | Категория                                                       | Название работы           | Результат |
| ------- | ---- | --------------------------------------------------------------- | ------------------------- | --------- |
| Эмми    | 2015 | Лучшая мужская роль второго плана в мини-сериале или телефильме | Американское преступление | Номинация |
| Спутник | 2015 | Лучший актёрский состав в телесериале                           | Американское преступление | Победа    |